# Liste der Landschaftsschutzgebiete im Landkreis Goslar
Die Liste der Landschaftsschutzgebiete im Landkreis Goslar enthält die Landschaftsschutzgebiete des Landkreises Goslar in Niedersachsen.
| Bild                                                                   | Nummer       | Bezeichnung des Gebietes                                               | Fläche in Hektar | WDPA-ID | Koordinaten | Datum der Verordnung |
| ---------------------------------------------------------------------- | ------------ | ---------------------------------------------------------------------- | ---------------- | ------- | ----------- | -------------------- |
| Klusfelsen von unten                                                   | LSG GS 00001 | Ruinen auf dem Petersberg einschließlich Klusfelsen                    | 3,00             | 324037  | Position    | 1937                 |
| Grauhöfer Holz                                                         | LSG GS 00002 | Grauhöfer Holz                                                         | 155,00           | 321148  | Position    | 1942                 |
| Sudmerberg                                                             | LSG GS 00006 | Sudmerberg                                                             | 150,00           | 324922  | Position    | 1966                 |
| LSG Kattenberg                                                         | LSG GS 00007 | Kattenberg                                                             | 7,00             | 322071  | Position    | 1966                 |
| Grauhöfer Landwehr                                                     | LSG GS 00008 | Grauhöfer Landwehr                                                     | 4,00             | 321149  | Position    | 1966                 |
| Gutspark Riechenberg                                                   | LSG GS 00009 | Gutspark Riechenberg                                                   | 4,00             | 321281  | Position    | 1966                 |
| Gutswald des Gutes Ohldorf                                             | LSG GS 00010 | Friedhof und Gutswald des Gutes Ohlhof                                 | 6,00             | 320906  | Position    | 1966                 |
| Friedhof des Klostergutes Grauhof                                      | LSG GS 00011 | Friedhof des Klostergutes Grauhof                                      | 0,30             | 320902  | Position    | 1966                 |
| Friedhof an der Hildesheimer Straße                                    | LSG GS 00012 | Friedhof an der Hildesheimer Straße                                    | 12,90            | 320898  | Position    | 1966                 |
| Neuer Friedhof an der Feldstraße                                       | LSG GS 00013 | Neuer Friedhof an der Feldstraße                                       | 6,00             | 323187  | Position    | 1966                 |
| Jüdischer Friedhof Goslar                                              | LSG GS 00014 | Jüdischer Friedhof                                                     | 0,20             | 322009  | Position    | 1966                 |
| Georgenbergruine, Baumbestand                                          | LSG GS 00015 | Georgenbergruine einschließlich des gesamten Baumbestandes             | 0,70             | 321057  | Position    | 1966                 |
| Klostergarten Neuwerk mit Baumbestand                                  | LSG GS 00016 | Klostergarten Neuwerk mit Baumbestand                                  | 1,50             | 322209  | Position    | 1966                 |
|                                                                        | LSG GS 00017 | Baumbestand im „Schönen Garten“                                        | 0,00             | 319824  | Position    | 1966                 |
|                                                                        | LSG GS 00018 | Baumbestand der Thomasstraße                                           | 0,00             | 319822  | Position    | 1966                 |
| Baumbestand des Stepahnigartens                                        | LSG GS 00019 | Baumbestand des Stephanigartens                                        | 0,00             | 319823  | Position    | 1966                 |
| Baumbestand im Klubgarten                                              | LSG GS 00020 | Baumbestand im Klubgarten                                              | 0,00             | 319825  | Position    | 1966                 |
| Pappel-, Eichen- und Buchenbestand an der "Wachtelpforte"              | LSG GS 00024 | Pappel-, Eichen- und Buchenbestand an der Wachtelpforte                | 0,00             | 323616  | Position    | 1966                 |
| Baumbestand zwischen dem „Oberen Triftweg“ und der „Von-Garßen-Straße“ | LSG GS 00025 | Baumbestand zwischen dem „Oberen Triftweg“ und der „Von-Garßen-Straße“ | 0,00             | 319828  | Position    | 1966                 |
| LSG GS 00026 Roßkastaniengruppe                                        | LSG GS 00026 | Roßkastaniengruppe                                                     | 0,00             | 323960  | Position    | 1966                 |
| LSG GS 00027 Roßkastaniengruppe                                        | LSG GS 00027 | Roßkastaniengruppe                                                     | 0,00             | 323959  | Position    | 1966                 |
|                                                                        | LSG GS 00037 | Bauerngehölz Lah                                                       | 6,20             | 319803  | Position    | 1976                 |
| Harly-Wald                                                             | LSG GS 00039 | Harly                                                                  | 493,00           | 321387  | Position    | 1966                 |
| Salzgitterscher Höhenzug                                               | LSG GS 00040 | Salzgitterscher Höhenzug                                               | 2127,80          | 324073  | Position    | 1966                 |
| Wallmodener Klippen                                                    | LSG GS 00041 | Wallmodener Berge, Appelhorn-Bredelemer Holz                           | 1754,70          | 325641  | Position    | 1966                 |
|                                                                        | LSG GS 00042 | Nettetal Oberes Nettetal                                               | 336,00           | 323383  | Position    | 1967                 |
|                                                                        | LSG GS 00043 | Luttertal                                                              | 32,10            | 322870  | Position    | 1967                 |
|                                                                        | LSG GS 00044 | Wohldenstein                                                           | 19,40            | 325928  | Position    | 1967                 |
|                                                                        | LSG GS 00048 | Tannenberg                                                             | 2,80             | 325101  | Position    | 1956                 |
|                                                                        | LSG GS 00051 | Silberhohl                                                             | 24,60            | 324576  | Position    | 1968                 |
|                                                                        | LSG GS 00052 | Söhrteich und Steimker Bach                                            | 17,50            | 324593  | Position    | 1972                 |
|                                                                        | LSG GS 00053 | Wullwinkel, Finken-, Mäde- und Westerberg                              | 302,20           | 325948  | Position    | 1972                 |
| Östlicher Langenberg                                                   | LSG GS 00056 | Östlicher Langenberg                                                   | 45,00            | 323587  | Position    | 1984                 |
| Adlerklippen im LSG Harz                                               | LSG GS 00059 | Harz (Landkreis Goslar)                                                | 38975,00         | 321402  | Position    | 2001                 |
| Bodensteiner Klippen                                                   | LSG GS 00061 | Bodensteiner Klippen und Klein Rhüdener Holz                           | 3140,00          | 390021  | Position    | 2008                 |